# Cabot Cove
Cabot Cove is de fictieve woonplaats van Jessica Fletcher in de Amerikaanse detective-televisieserie Murder, She Wrote. Volgens de serie is Cabot Cove een kustplaats in de staat Maine. De buitenopnames die Cabot Cove moesten voorstellen werden echter opgenomen in Mendocino (Californië); voor de buitenkant van de woning van Jessica Fletcher zelf werden opnamen gebruikt van de Blair House Inn, een bed & breakfast op Little Lake Street in Mendocino.
Het stadje is genoemd naar de stichter ervan, Winfred Cabot. Het was vroeger een rustig vissersplaatsje maar werd een populaire bestemming voor toeristen uit New York. Gedurende de looptijd van de serie vonden er zo veel moorden plaats dat volgens de New York Times bijna twee procent van alle inwoners van Cabot Cove vermoord werden; en er werden nog meer bezoekers aan het stadje vermoord.